# قياجيك (أديامان)
قياجيك (بالتركية: Kayacık)‏ هي قرية تتبع إداريّاً لمديرية أديامان في محافظة أديامان التركية الواقعة في جنوب شرق الأناضول. بلغ عدد سكانها 205 نسمة في عام 2021.